# القاع (الصومعة)

تعديل مصدري - تعديل

حارة القاع هي إحدى حارات مدينة الصومعة أحد مدن محافظة البيضاء، بلغ تعداد سكانها 162 نسمة حسب تعداد اليمن لعام 2004.